# 夏冰流
夏冰流（1914年—1987年），男，安徽舒城人，中华人民共和国政治人物、书画家，曾任南京市总工会主席，南京市政协副主席。